# Шинальський Олексій Анатолійович
Олексі́й Анато́лійович Шина́льський — майор Збройних сил України, командир групи розмінування (загородження).

## Життєпис
1995 року закінчив кам'янець-подільську ЗОШ № 7.
Станом на грудень 2013 року — інструктор відділу підготовки Центру розмінування (Кам'янець-Подільський).
Група постійно здійснювала супровід розвідувальних груп, розвідку маршрутів руху на наявність саморобних вибухових пристроїв та мінування об'єктів. Поблизу населеного пункту Лиман службова собака «Бренда» — група розмінування під керівництвом майора Шинальського — виявила рештки двох загиблих членів екіпажу літака Ан-30, яких довгий час не могли знайти. Згодом група виконувала завдання з розмінування Савур-Могили під час обстрілів РСЗВ БМ-21 «Град» та мінометів незаконних збройних бандформувань і військових підрозділів Російської Федерації, багато бійців зазнали поранень, однак продовжували виконувати завдання протягом двох діб. Групою знищено 8 саморобних вибухових пристроїв та понад 10 гранатометних стрільнів, що не спрацювали.
Шинальський брав безпосередню участь у спецоперації по звільненню приміщень Донецького аеропорту та прилеглої території. Під постійним обстрілом проводив виявлення та знешкодження саморобних вибухових пристроїв, набоїв, що не розірвалися; було перевірено та очищено від вибухонебезпечних предметів всю територію аеропорту.

## Нагороди
19 липня 2014 року — за особисту мужність і героїзм, виявлені у захисті державного суверенітету та територіальної цілісності України, вірність військовій присязі під час російсько-української війни, відзначений — нагороджений орденом Богдана Хмельницького III ступеня.